# هان اوم-جی
هان اوم-جی (انگلیسی: Han Eom-ji؛ زادهٔ ۱۰ نوامبر ۱۹۹۸) بازیکن زن بسکتبال اهل کره جنوبی است. وی در بازی‌های المپیک تابستانی ۲۰۲۰ شرکت کرده‌است.